# Liszkojady (podrodzina)
Liszkojady (Campephaginae) – podrodzina ptaków z rodziny liszkojadów (Campephagidae).

## Występowanie
Podrodzina obejmuje gatunki występujące w strefie tropikalnej i subtropikalnej Afryki, Azji i Australazji.

## Podział systematyczny
Do podrodziny zaliczane są następujące rodzaje:
- Ceblepyris Cuvier, 1816
- Coracina Vieillot, 1816
- Lobotos Reichenbach, 1850
- Campephaga Vieillot, 1816
- Campochaera Sharpe, 1878 – jedynym przedstawicielem jest Campochaera sloetii (Schlegel, 1866) – gąsienicojad złoty
- Celebesica Strand, 1928 – jedynym przedstawicielem jest Celebesica abbotti (Riley, 1918) – gąsienicojad maskowy
- Cyanograucalus Hartlaub, 1861 – jedynym przedstawicielem jest Cyanograucalus azureus (Cassin, 1852) – gąsienicojad lazurowy
- Edolisoma Jacquinot & Pucheran, 1853
- Malindangia Mearns, 1907 – jedynym przedstawicielem jest Malindangia mcgregori Mearns, 1907 – gąsienicojad ostrosterny
- Lalage Boie, 1826